# Caseta del Torroja
La Caseta del Torroja és un mas situat al municipi de Duesaigües a la comarca catalana del Baix Camp.